# Центральна Вища Школа
Група центральних шкіл — це альянс, що складається з наступних великих інженерних шкіл:
- CentraleSupélec (утворена шляхом злиття École Centrale Paris і Supélec) [1] заснована в 2015 році
- Центральна школа Лілля заснована в 1854 році
- Центральна школа Ліону заснована в 1857 році
- Центральна школа Марселя заснована в 1890 році
- Центральна школа Нанта заснована в 1919 році
- Центральна школа Пекіна в Китаї, заснована в 2005 році.
- Центральна школа Касабланки в Марокко, заснована в 2013 році
- Університет Махіндра в Хайдарабаді, Індія, заснована в 2014 році

Група сприяє гармонізації академічних програм, обміну досвідом і співпраці в міжнародних відносинах. Ключовий учасник корпоративного розвитку, Écoles Centrales Group заслужила репутацію глобальної точки відліку в освіті інженерів широкого профілю майбутнього.
Маючи близько 6000 аспірантів і 800 докторантів, 700 постійних викладачів, 2200 викладачів і ад’юнкт-професорів, 450 технічних і адміністративних працівників, 2000 дослідників, Ecoles Centrales Group щорічно затверджує сотні докторських дисертацій. і надає 1500 інженерних ступенів Centrale та інших ступенів магістра. Вже понад 35 000 випускників Centrale сьогодні активно працюють у бізнесі, підприємництві, дослідженнях і розробках, а також управлінні в малих і великих галузях промисловості по всьому світу.

## Цілі
- мультидисциплінарна навчальна програма для інженерів із широким спектром наукових, інженерних та управлінських галузей, які викладаються всім студентам (будівництво; машинобудування; електротехніка; теорія інформації та інформатика; наука про управління та обробка сигналів; телекомунікації; хімія, фізика та матеріалознавство ; мікро-нанотехнології; виробництво; безпека, логістика; математика; економіка; статистика, фінанси; менеджмент ...) для франкомовних студентів із солідними науковими знаннями та інтелектуальною спритністю;
- перші два роки для придбання загальної сукупності знань Centrale з гнучкістю основної та факультативної тематики та принаймні один рік поглиблених тематичних досліджень наприкінці програми ;
- тісний контакт із промисловістю через спільні проекти та періоди навчання, а також вимоги до міжнародної експозиції ;
- академічна освіта та прикладні дослідження, тісно пов’язані з галузевими зацікавленими сторонами.

## Прийом
Освітні програми, реалізовані в CentraleSupélec, Ліллі, Ліоні, Марселі та Нанті, включають:
- Центральний інженер (диплом інженера Centrale)
- Навчання в магістратурі та докторантурі
- Спеціалізований магістр

Програма Centrale (диплом інженера Centrale - ступінь 300 ECTS ) включає три  або чотири  річну навчальну програму. Заявка на участь у програмі Centrale можлива після двох/трьох років  навчання в інших навчальних закладах. Вступ до école centrale вимагає успіху в одному з:
- французький національний вибірковий іспит з numerus clausus : concours Centrale-Supelec з екзаменаційними центрами, розташованими по всій Франції [5] та в Лівані, Марокко, Тунісі[6].
- вступний іспит на бакалавра наук: CASTing - Concours d'Admission sur Titre Ingénieur;
- процес відбору згідно з процедурами подвійних ступенів TIME, що застосовуються в Європі;
- процес відбору згідно з процедурами подвійних дипломів TIME Overseas, що застосовуються до обраних університетів у Бразилії, Канаді, Чилі, Китаї, Індонезії, Японії, США;
- спеціальний процес подання заявки для інших іноземних студентів, представлений їхнім університетом походження.

Таким чином, навчання на бакалавраті + Програма Centralien становить понад 300 кредитів ECTS у європейській системі освіти.
Вступ до магістерської програми (навчання M1+M2 = 120 ECTS або M2 = 60 ECTS) можливий після оцінки заявки на основі академічних критеріїв або можливий як частина програми Centralien. Доступні кілька ступенів магістрів в різних центральних школах і можуть викладатися англійською та/або французькою мовами, орієнтуючись на різні галузі науки та техніки:
- Ступінь магістра в Centrale Lille
- Ступінь магістра в Centrale Lyon
- Ступінь магістра в Centrale Marseille
- Ступінь магістра в Centrale Nantes
- Ступінь магістра в Centrale Paris

Вступ до спеціалізованих магістерських програм (Спеціалізований магістр) для спеціалізації магістерського рівня та продовження освіти в конкретних галузях інженерії та менеджменту (навчання становить 75 ECTS) можливий після оцінки заявки на основі профілю кандидата. MS викладається французькою мовою :
- MS Centrale Lille
- MS Centrale Lyon
- MS Centrale Marseille
- MS Centrale Nantes
- MS Centrale Paris

## Дослідницькі лабораторії
Кандидати на аспірантуру та запрошені дослідники повинні зв’язатися безпосередньо з лабораторіями, яким вони віддають перевагу, серед 38 різних дослідницьких лабораторій Ecoles Centrales.
Приналежність Інституту КАРНО :
- CentraleSupélec labs є членом CARNOT C3S Institute.
- Лабораторії Ecole Centrale de Lille є членами Інституту CARNOT ARTS.
- Лабораторії Ecole Centrale de Lyon є членами CARNOT i@L Institute.